# Evangelický kostel (Křišťanovice)
Evangelický kostel v Křišťanovicích na Bruntálsku pocházel z roku 1921. Poslední bohoslužba se v něm konala roku 1956. Během komunistického režimu byl využíván jako sklad, byl poničen a zchátral. Roku 2002 zastupitelstvo obce vyslovilo souhlas s jeho zbořením a jeho vlastník, Pozemkový fond, ho v rozporu s dohodou uzavřenou s památkáři nechal v září téhož roku zbořit.
Částka potřebná k demolici přesáhla 2 miliony Kč, což by stačilo na provizorní zastřešení kostela.

## Historie kostela
Místní evangelíci si zde první modlitebnu vystavěli už roku 1782. Neměli povolení, a ačkoli kvůli tomu měli problémy, modlitebna už na svém místě zůstala. V 19. století k ní byla přistavena věž.
Základní kámen nového kostela položili představitelé Německé evangelické církve roku 1921. Během dvou let byl kostel dokončen. V roce 1945 kostel převzal sbor Českobratrské církve evangelické v Bruntále.
K bohoslužbám byl kostel využíván do roku 1956. O čtyři roky později zemědělští brigádníci z Ostravy zničili jeho vnitřní zařízení. Roku 1971 získaly kostel do pronájmu Československé státní statky, které v něm zřídily sklad obilí a náhradních dílů. Roku 1988 evangelíci kostel „darovali“ státním statkům.
Po roce 1989 kostel přešel do vlastnictví Pozemkového fondu. Když se fond snažil převést kostel do vlastnictví obce, její zastupitelstvo to odmítlo. V roce 2002 se představitelé fondu s památkáři dohodli, že kostel bude zakonzervován poté, co z něj bude odstraněna střecha a otlučena omítka. V červnu 2002 se tak stalo. Místní zastupitelstvo v čele se starostkou Evou Švejdíkovou však poté odhlasovalo, že by měl být kostel zbořen. Pozemkový fond pak v rozporu s dohodou uzavřenou s památkáři nechal kostel v září 2002 zbořit.
Při demolici se ukázalo, že obvodové zdivo nebylo narušeno.